# Drewsteignton
Drewsteignton est un village et une paroisse civile du Devon, situé dans l'Angleterre du Sud-Ouest. Au moment du recensement de 2011, sa population était de 1 616 habitants.